# Monroe City (Indiana)
Monroe City es un pueblo ubicado en el condado de Knox en el estado estadounidense de Indiana. En el Censo de 2010 tenía una población de 545 habitantes y una densidad poblacional de 782,25 personas por km².

## Geografía
Monroe City se encuentra ubicado en las coordenadas 38°36′52″N 87°21′11″O / 38.61444, -87.35306. Según la Oficina del Censo de los Estados Unidos, Monroe City tiene una superficie total de 0.7 km², de la cual 0.7 km² corresponden a tierra firme y (0%) 0 km² es agua.

## Demografía
Según el censo de 2010, había 545 personas residiendo en Monroe City. La densidad de población era de 782,25 hab./km². De los 545 habitantes, Monroe City estaba compuesto por el 98.72% blancos, el 0.55% eran afroamericanos, el 0.18% eran amerindios, el 0% eran asiáticos, el 0% eran isleños del Pacífico, el 0.55% eran de otras razas y el 0% pertenecían a dos o más razas. Del total de la población el 0.73% eran hispanos o latinos de cualquier raza.